# ТЕС Беррі
27°18′6″ пн. ш. 49°40′39″ сх. д. / 27.30167° пн. ш. 49.67750° сх. д.
ТЕС Беррі — теплова електростанція на східному узбережжі Саудівської Аравії.
Електростанція почала роботу в 1977 році та використовує 3 газові турбіни Westinghouse W-501 D, що встановлені на роботу у відкритому циклі. Їх показники коливаються від 70,5 МВт до 72,7 МВт, а загальна потужність майданчику рахується як 213,7 МВт.
Як паливо станція споживає природний газ, що надходить по трубопроводу Беррі – Абу-Алі.